# Procurador-Geral para Inglaterra e País de Gales
O Procurador-Geral de Sua Majestade para Inglaterra e País de Gales, geralmente conhecido simplesmente como Procurador-Geral, é um dos Oficiais de Justiça da Coroa. Juntamente com o subordinado Advogado-Geral para Inglaterra e País de Gales, o procurador-geral serve como principal consultor jurídico da Coroa e do seu governo na Inglaterra e no País de Gales. O atual procurador-geral é Richard Hermer MP.
A função de procurador-geral existe desde, pelo menos, o ano de 1243, segundo registros históricos que indicam a contratação de um advogado profissional para representar os interesses do rei perante os tribunais. Entretanto, somente em 1315 a Coroa passou a nomear um indivíduo para atuar em casos na Corte de Apelações Comuns. Inicialmente, esses indivíduos eram nomeados por cartas-patente sem um título específico, mas em 1327 eles passaram a ser designados "Procurador do rei" e a partir de 1452, como "Procurador-Geral".